# Ewa Ziętek
Ewa Ziętek (ur. 8 marca 1953 w Katowicach) – polska aktorka filmowa i teatralna.

## Życiorys
Absolwentka X Liceum Ogólnokształcącego (ówcześnie) im. gen. Aleksandra Zawadzkiego w Katowicach. W 1975 roku ukończyła studia na PWST w Warszawie.
Pierwsze małżeństwo aktorki zakończyło się rozwodem. W 2000 zawarła drugi związek małżeński. Matka Agaty Kryskiej-Ziętek.

## Kariera zawodowa
- 1975–1983: Teatr Narodowy w Warszawie – aktorka
- 1984–1985: Teatr Rozmaitości w Warszawie – aktorka
- 1986–1987: Teatr Dramatyczny w Warszawie – aktorka
- 1987–2000: bez etatu
- od 2000: Teatr Kwadrat w Warszawie – aktorka

## Spektakle
- 1974 Trzy siostry (reż. Aleksander Bardini) jako Olga
- 2010: Boulevard Voltaire (reż. Andrzej Bart) jako Adela

## Dubbing
- 1983–1989: W krainie czarnoksiężnika Oza
- 1997: Herkules jako Alkmena
- 2002: Planeta skarbów
- 2004: Przetrwać święta jako Christine Valco
- 2004: Lemony Snicket: Seria niefortunnych zdarzeń jako sędzia Strauss
- 2007: Hannah Montana jako babcia Stewart

## Filmografia
- 1971: Milion za Laurę jako dziewczyna w stroju krakowskim
- 1972: Kaprysy Łazarza jako synowa Jacentego
- 1972: Trzeba zabić tę miłość jako pielęgniarka
- 1972: Wesele jako panna młoda
- 1973: Janosik jako wiejska dziewczyna porwana na zamek
- 1974: Sędziowie. Tragedya jako dziewczyna
- 1974: Historia pewnej miłości jako Lidka z Pabianic
- 1975: Cdn (cz. 3)
- 1976: Człowiek z marmuru jako sekretarka płk UB
- 1976: Honor dziecka jako służąca Zuzia
- 1976: Olśnienie jako Basia Łapińska, córka Stanisława
- 1976: Hasło jako Oleńka, córka starego smolarza
- 1977: Wszyscy i nikt jako Genowefa, dziewczyna Korby.
- 1977: Lalka jako Marysia, służąca Krzeszowskiej
- 1977: Milioner jako Zośka, żona Józefa
- 1978: Co mi zrobisz, jak mnie złapiesz? jako Danusia
- 1978: Nauka latania jako Świstakówna
- 1978: Spirala jako sprzątaczka
- 1978: Koty to dranie jako listonoszka Magda
- 1979: Gwiazdy poranne jako Małgośka Marciniakowa
- 1979: Wiśnie jako Halina Kowalikówna
- 1980: Czułe miejsca jako dziewczyna przed hotelem
- 1980: Kariera Nikodema Dyzmy jako Halszka, dama z towarzystwa
- 1980: Zajęcia dydaktyczne jako Marzena, narzeczona Henryka
- 1980: Przed odlotem jako Marta Paduk, żona Marka
- 1980: Przed maturą jako Lusia, pijana dziewczyna w mieszkaniu Macewiczów
- 1980: Party przy świecach jako Krycha Gańkówna
- 1980: Narzeczona jako Hilde
- 1980: Archiv des todes jako Illona
- 1982–1986: Blisko, coraz bliżej jako Paulina Pasternik, żona Tomasza
- 1982: Do góry nogami jako matka Alojza
- 1982: Niech cię odleci mara jako kontrolerka
- 1982: Popielec jako Giena
- 1983: Nadzór jako Tonia
- 1983: Planeta krawiec jako siostra Marii
- 1983: Alternatywy 4 jako Zosia
- 1984: Fetysz jako Ewa, żona Rudego
- 1984: Wszystko powiem Lilce! jako matka „Padaczki”
- 1984: Trzy stopy nad ziemią jako prostytutka „starsza siostra”
- 1984: Remis
- 1984: Przyspieszenie jako urzędniczka Irena; aktorka w cyrku
- 1984: Cień już niedaleko jako dziennikarka krakowskiej telewizji
- 1985: Urwisy z Doliny Młynów jako pani Dędek
- 1985: Dziewczęta z Nowolipek jako pani Emilia
- 1986: Klementynka i Klemens – gęsi z Doliny Młynów jako pani Dędek
- 1986: Tulipan jako Agata, siostra Karin (odc. 1)
- 1986: Życie wewnętrzne jako kobieta w drzwiach windy
- 1987: Dorastanie jako Urbańska (odc. 7)
- 1987: Śmieciarz jako Zosia Karasiowa (odc. 1 i 4)
- 1987: Koniec sezonu na lody jako Kasia Rogowska, żona sierżanta
- 1987: Bez grzechu jako Anna Zastawna, lokatorka w mieszkaniu Jezierskich
- 1988: Spadek jako Kasia, córka Leona Zabielaka
- 1989: Sztuka kochania jako Eliza
- 1989: Powroty jako pielęgniarka Eliza
- 1992: Białe małżeństwo jako nadkucharcia
- 1992: Aby do świtu... jako Jadwiga Sewer-Bossakowska, żona Romana
- 1993: Obcy musi fruwać jako Mańka
- 1995: Spółka rodzinna jako Halinka, znajoma Sławskiej z sanatorium
- 1996: Dzieci i ryby jako przyjaciółka Anny na przyjęciu panieńskim
- 1996: Baśń o Pączkowej jako „Personelowa” Hela
- 1997–2010: Złotopolscy jako Marta Gabriel
- 1997: Dom jako dyrektor Towarzystwa Wiedzy Powszechnej (odc. 17)
- 1997: Wojenna narzeczona jako Niemka w pociągu (odc. 4)
- 1999: Policjanci jako Kozubowa, matka Mariusza (odc. 3)
- 1999: Gwiazdka w Złotopolicach jako Marta Gabriel
- 2000: Twarze i maski jako aktorka przed siedzibą ZASP (odc. 6)
- 2000: Graczykowie (odc. 48)
- 2002: Dzień świra jako lekarka
- 2002: Pani Basia, pani Róża jako Róża
- 2004: Daleko od noszy jako instruktorka
- 2006: Wszyscy jesteśmy Chrystusami jako nauczycielka Sylwka
- 2006: Kochaj mnie, kochaj! jako Krystyna Jaskółka, matka Anny i Grażyny
- 2006: Hela w opałach jako Danuta, żona Bogdana (odc. 10)
- 2007–2009: Tylko miłość jako Irena Wilkowska
- 2007: Prawo miasta jako Jola, gospodyni Sarneckiego
- 2008: Kup teraz jako matka Piotra i Dawida
- 2009: Enen jako matka Renaty
- 2009: Synowie jako Dora (odc. 9)
- 2010: Projekt dziecko, czyli ojciec potrzebny od zaraz jako matka Anny
- 2010: Kołysanka jako pani Kasia
- 2010: Hotel 52 jako Krystyna (odc. 14)
- 2010: Nowa jako nauczycielka Anna Rolicka (odc. 12)
- 2011: Na dobre i na złe jako Klara Pogorzelska (odc. 445)
- 2011: Instynkt jako kierowniczka domu kultury (odc. 7)
- od 2012: Barwy szczęścia jako Waleria Koszyk, kuzynka Jadzi Górki, zm. żony Stefana
- 2014: Lekarze jako Wanda Mniszek (odc. 51)
- 2019: Szóstka – jako Teresa Dębicka, babcia Natalii
- 2019: Proceder jako matka Tomasza Chady